# Axamobadet

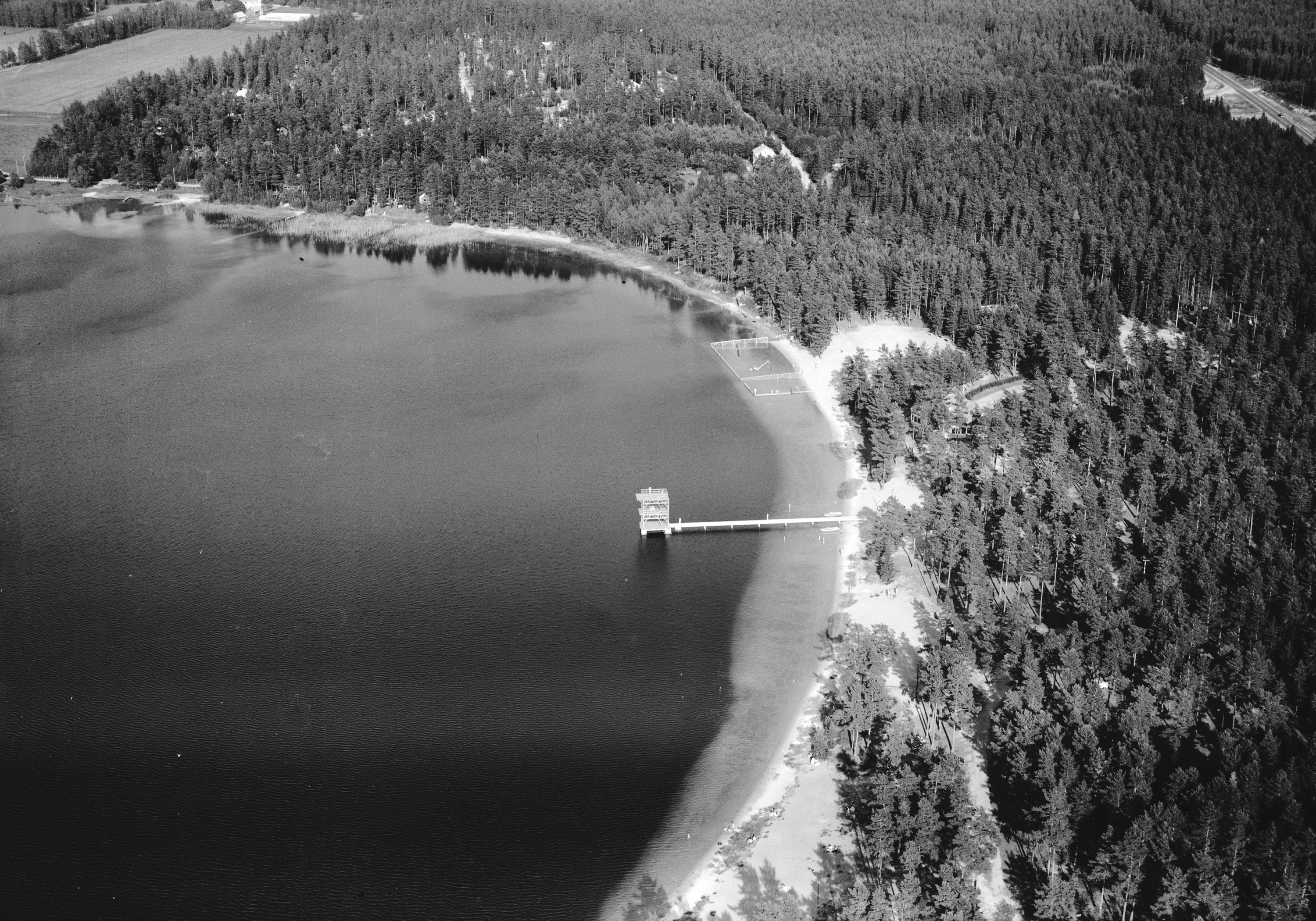
Axamobadet, 1956

Axamobadet är en kommunal badplats på södra sidan av den 0,21 kvadratkilometer stora källsjön Axamosjön. Det ligger omkring tio kilometer väster om Jönköpings centrum utmed stadens utfartsväg till Göteborg och Halmstad (Riksväg 40 och Riksväg 26). Badplatsen är ett EU-bad.
Badplatsen har gräsytor och grunda sandstränder. Vid badplatsen finns campingplatsen Axamo Strand med dusch och bastu, matservering och kiosk, Där finns också minigolf samt en klätterpark med hinderbanor för klättring på varierande höjd och med varierande svårighetsgrad, en campingplats och en serveringskiosk.

## Bildgalleri

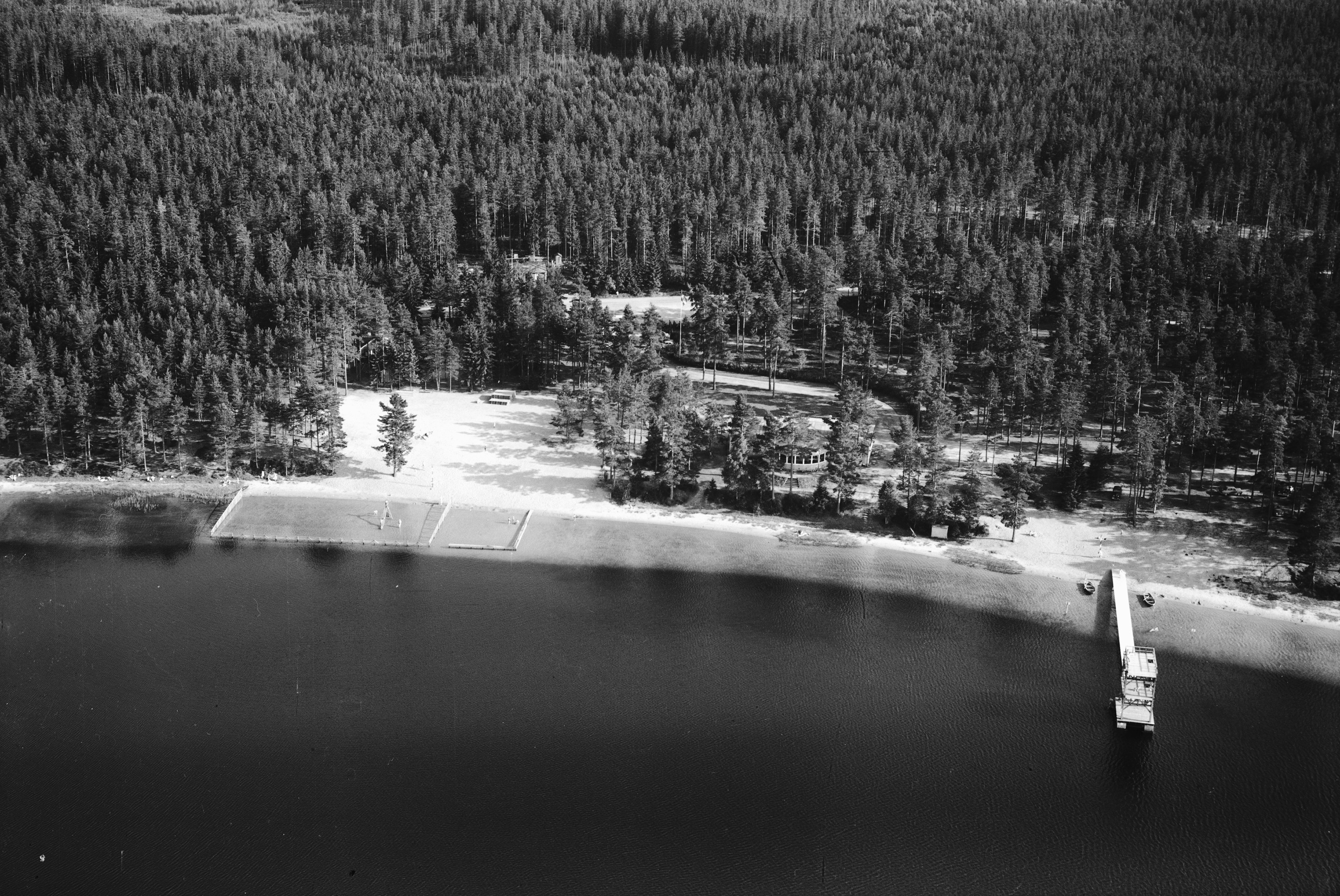
Axamobadet, 1936